# Carcinomastax acutissima
Carcinomastax acutissima är en insektsart som beskrevs av Marius Descamps 1964. Carcinomastax acutissima ingår i släktet Carcinomastax och familjen Euschmidtiidae. Inga underarter finns listade i Catalogue of Life.